# 聖トリニアンズ女学院2
『聖トリニアンズ女学院2』（セントトリニアンズじょがくいん2、St Trinian's 2: The Legend of Fritton's Gold）は2009年のイギリスのコメディ映画。監督はオリヴァー・パーカーとバーナビー・トンプソン、出演はタルラ・ライリー、ルパート・エヴェレット、コリン・ファースなど。ロナルド・サールの漫画『St Trinian's』シリーズを原作とした人気学園コメディ映画のシリーズ7作目であり、2007年の映画『聖トリニアンズ女学院』の続編である。
日本では劇場未公開だが、2012年4月4日に『聖トリニアンズ女学院2 不良女子校生たちの最悪ミッション!パイレーツの秘宝をねらえ!!』のタイトルでDVDが発売された他、WOWOWで2012年2月25日に『セント・トリニアンズ女学院2』のタイトルで放映された。

## ストーリー
新学期を迎えた全寮制の女子校・聖トリニアンズ女学院では校長であるカミラの姪アナベルが寮長となる。
そんなある日、アナベルたちは学院の図書室に隠されていた指輪が、校長とアナベルの先祖である海賊が420年前にポンフリー卿から奪った秘宝の在処を示す2組の指輪の1つであることを知る。間もなく、ポンフリー卿の子孫である現在のポンフリー卿が部下を引き連れて指輪を奪いに学院に襲いかかると、アナベルらは一致団結し、第一陣はなんとか撃退したものの、あえなく指輪は奪われてしまう。そこでカミラはもう1つの指輪をポンフリー卿より先に見つけ出し、その上でポンフリー卿から指輪を奪い返そうとアナベルたちを鼓舞する。

## キャスト
- アナベル・フリトン: タルラ・ライリー - 主人公。新学期から寮長となる。
- カミラ・フリトン: ルパート・エヴェレット - 聖トリニアンズ女学院校長。アナベルの伯母（父の姉）。
- ジェフリー・スウェイツ: コリン・ファース - 元文部大臣。失脚して落ちぶれ、酒浸りの生活を送っている。
- ポンフリー卿: デイヴィッド・テナント - 慈善家として知られるが実は男尊女卑の秘密結社のリーダー。
- ケリー: ジェマ・アータートン - 前寮長。アナベルを助ける。

## 作品の評価
Rotten Tomatoesによれば、21件の評論のうち高評価は14%にあたる3件で、平均点は10点満点中3.5点となっている。